# Mel Gibson
Mel Columcille Gerard Gibson, (sinh ngày 3 tháng 1 năm 1956) là diễn viên kiêm đạo diễn, nhà sản xuất, nhà biên kịch nổi tiếng người Mỹ. Ông sinh tại Peekskill, New York. Năm 12 tuổi, ông cùng cha mẹ chuyển đến sống tại Úc và học diễn xuất tại National Institute of Dramatic Art.
Năm 1979, từ một diễn viên vô danh tên tuổi của Mel Gibson đã được thế giới biết đến qua thành công của hai sêri phim hành động Mad Max (Cảnh sát báo thù) và Lethal Weapon (Vũ khí chết người).
Năm 1995, sự nghiệp của ông bước sang một trang mới, Mel Gibson với vai trò là đạo diễn kiêm diễn viên chính của siêu phẩm điện ảnh Braveheart (Trái tim dũng cảm) đã nhận được hai giải Oscar danh giá cho hai hạng mục phim hay nhất và đạo diễn xuất sắc nhất.
Năm 2004, Mel Gibson tiếp tục cho ra tác phẩm điện ảnh gây xôn xao dư luận thế giới The Passion of the Christ (Cuộc thương khó của Giêsu). Bộ phim kể về những giờ phút cuối cùng của Chúa Jesus. Với kinh phí đầu tư 30 triệu $ The Passion of the Christ mang về doanh thu hơn 611 triệu $.